# Wilma van Velsen
Margot Wilhelmina Teunisje van Velsen, detta Wilma (Tiel, 22 aprile 1964), è un'ex nuotatrice olandese.
Specializzata nello stile libero ha vinto due medaglie olimpiche: il bronzo nella staffetta 4x100 m sl alle olimpiadi di Mosca 1980 e l'argento e quelle di Los Angeles 1984, pur avendo nuotato solamente nelle batterie di qualificazione.

## Palmarès
- Olimpiadi
  - Mosca 1980: bronzo nella staffetta 4x100 m sl.
  - Los Angeles 1984: argento nella staffetta 4x100 m sl.
- Europei
  - 1981 - Spalato: bronzo nella staffetta 4x100 m sl.
  - 1983 - Roma: argento nella staffetta 4x100 m sl.